# Stephan Studer
Stephan Studer (født 9. oktober 1975) er en schweizisk fodbolddommer fra Lancy. Han har dømt internationalt under det internationale fodboldforbund FIFA siden 2009, hvor han er indrangeret som kategori 1-dommer, der er det tredjehøjeste niveau for internationale dommere.
Han har tidligere spillet for den schweiziske klub Grand-Lancy FC i perioden 1982 til 1987, men stoppede sin karriere på grund af skader og blev fodbolddommer i stedet.

## Kampe med danske hold
- Den 2. juli 2009: 1. runde i kvalifikationen til Europa League: Randers FC – Linfield FC 4-0.
- Den 26. juli 2012: 2. runde i kvalifikationen til Europa League: FC Dila Gori – AGF 3-1.